# Брендан Лі
Брендан Лі (англ. Brandun Lee; 25 квітня 1999, Юба-Сіті, Каліфорнія) — американський професійний боксер першої напівсередньої ваги.
Брендан Лі має батька корейця і матір мексиканку.

## Боксерська кар'єра
Брендан Лі почав займатися боксом з шести років. Ще навчаючись у школі, у віці 17 років провів перший бій на професійному рингу.
10 березня 2021 року в бою проти Самуеля Ті завоював вакантний титул інтерконтинентального чемпіона за версією IBO‎ у першій напівсередній вазі.
Маючи станом на 1 січня 2022 року рекорд 24-0 (22КО), Брендан Лі був визнаний проспектом 2021 року за версією авторитетного журналу «The Ring».